# Toktoe
Toktoe was tussen 766 en 767 khan van Bulgarije.

## Context
Toktoe was een van de vier khans van Bulgarije tussen 765 en 768. Onder de Bulgaarse adel bestonden twee strekkingen, een groep die voor de verderzetting van de Byzantijns-Bulgaarse oorlogen was en een groep die koos voor vrede. De khan die voor vrede koos moest meestal het onderspit delven. Alhoewel hij voor de harde lijn was, bereikte Toktoe geen overeenstemming en hij voelde zich genoodzaakt het land uit te vluchten. In tegenstelling tot zijn voorganger Sabin, probeerde Toktoe naar het noorden te vluchten, maar werd samen met zijn broer Bayan en hun aanhangers bij de Donau gevat en vermoord. 